# Horlache
Die Horlache, auch Horlachgraben genannt, ist der wasserreichste und bekannteste Teil des Raunheim-Ginsheimer Flutgrabens, der sich als Beinesgraben bis zur Mündung in den Schwarzbach fortsetzt, kurz bevor dieser selbst in den Ginsheimer Altrhein einmündet. In der Horlache zeigen sich die Reste eines früheren, längst verlandeten Mainarms als Altwasser.

## Geographie

### Verlauf
Die Horlache hat keine Quelle, vielmehr handelt es sich um eine Reihe von 13 Becken ohne oberirdischen Abfluss oder Anbindung, die sich auf einer Länge von sechseinhalb Kilometer von der Raunheimer Stadtgrenze südwärts durch das Stadtgebiet Rüsselsheims schlängelt. Die Horlache beschreibt dabei eine Schleife um den Stadtteil Haßloch, den sie von Norden, Osten und Westen umgibt. Sie begleitet den westlichen Ortsrand von Königstädten und geht dann mit einer Wendung nach Westen über in den weniger als Gewässer, sondern eher nur als Graben wahrnehmbaren und acht Kilometer langen Beinesgraben, der sich südlich von Bauschheim am Nordufer des Börnchensees entlang dem Schwarzbach nähert. In diesen mündet er unterirdisch unter dem gegen den Rhein schützenden Hochwasserdeich, kurz unterhalb des Schwarzbach-Hochwassersperrwerks, das bei Hochwasser des Rheins geschlossen wird. Ein zugehöriges Pumpwerk schafft das dahinter im Schwarzbach sich anstauende Wasser auf die Rheinseite des Deichs.
Während die Horlache auf Rüsselsheimer Stadtgebiet als Fließgewässer mit der Gewässerkennzahl 239872 erfasst ist, zeigt sich das Grabensystem auch noch in Raunheim. In dem Stadtviertel An der Lache begleitet ein 550 Meter langes Becken das Areal der Anne-Frank-Schule, und nordöstlich davon, Richtung Bahnhof, liegt noch ein rund 6000 Quadratmeter großer Teich. Bis hierher gerechnet verlängert sich die Horlache um eineinhalb Kilometer auf acht Kilometer, mit Beinesgraben zusammen sind es dann 16 Kilometer.

## Daten
Der gesamte Raunheim-Ginsheimer Flutgraben, Horlache und Beinesgraben zusammen, haben ein oberirdisches Einzugsgebiet von 29,98 km². Dieses umfasst im Norden namentlich auch den Raunheimer Waldsee.

## Geschichte
Der Untermain floss nicht immer so, wie wir ihn heute kennen. Die Gewässerlandschaft sah früher wesentlich anders aus. Sie war durchzogen von Main- und Neckar-Altarmen. Der Main oder ein Mainarm lief früher östlich an Rüsselsheim vorbei bis Königstädten und knickte dann scharf nach Westen ab zum Rhein bei Ginsheim. Auch der Neckar mündete nahe Trebur in den Rhein. Das Gebiet war sehr feucht, davon zeugen zahlreiche Flurnamen wie Teufelsee, Ramsee, Breitsee, Böllensee, Erslache, Burggrafenlache, Horlache, Großlache und Merschheimer Lache.
Da nutzbares Ackerland und Wiesen rar waren, begannen in Haßloch ansässige Mönche des Klosters Eberbach im 13. Jahrhundert mit ersten Entwässerungsmaßnahmen. So entstand der Flutgraben, der von Raunheim kommend an Haßloch, Königstädten, Megersheim (Hof Schönau) und Bauschheim vorbei zum Rhein führte. Dabei bedienten sich die Mönche weitgehend alter Mainarme.
Mit der Trockenlegung des Umlandes verlandete der Flutgraben im Laufe der Jahrhunderte zunehmend und wurde zum Teil auch zugepflügt und eingeebnet.
Zwischen 1959 und 1971 begann man in Rüsselsheim zur Grundwasseranreicherung und zur Entlastung der Kläranlage Teile des Flutgrabens für das Regenwasser von Dächern und Straßen als Regenrückhaltebecken auszubaggern.
Am 11. November 1960 wurde der Angelsportverein ASV Rüsselsheim 1930 Pächter von neun Horlache-Becken, die restlichen vier erhielt der ASV Königstädten. Im Laufe der Jahre wurde das „technische Bauwerk“ Horlachgraben immer mehr zu einem wertvollen Lebensraum für viele Pflanzen und Tiere. Von den mittlerweile 17 im Horlachgraben lebenden Fischarten stehen acht auf der Roten Liste.
Nach ca. 15 Jahren wurde der Horlachgraben krank. Einschwemmungen von allerlei Stoffen von Straßen und Dächern durch das Regenwasser sowie großer Laubeintrag durch nicht biotopgerechte Uferbepflanzung mit zahlreichen Pappeln, führten zu einer schnellen Verschlammung des Gewässers. Sauerstoffmangel und kleinere Fischsterben waren die Folge; größere Fischsterben konnten durch ständige chemische Untersuchungen und Beobachtungen sowie dem raschen Einsatz der Feuerwehr mehrfach verhindert werden.
Nach regelmäßig durchgeführten Untersuchungen von Wasser und Sedimenten sowie nach Erstellung eines Biotopkatasters stellte der ASV Rüsselsheim 1930 mit NABU und BUND 1984 einen Antrag an die Stadt auf Renaturierung des Horlachgrabens. Dieser Antrag enthielt im Wesentlichen die Forderung nach regelmäßiger Entschlammung, schrittweiser Fällung der Pappeln, biotopgerechter Uferbepflanzung und Schaffung einiger Flachzonen am Gewässer.
Ein erster Erfolg war die schrittweise Fällung der Pappeln. 1987 wurde die erste wirksame Entschlammung am Becken 5 von einer niederländischen Spezialfirma durchgeführt. Dieses Becken war vom Umkippen bedroht.
Auch andere Becken des Horlachgrabens wurden schrittweise entschlammt. Nach der letzten Entschlammung von Becken 4 und 5 im Jahre 2001 wurde dort eine Tiefenbelüftungsanlage als Pilotprojekt installiert. Durch die Anreicherung des Tiefenwassers mit Sauerstoff soll ein besserer Abbau der jährlich anfallenden Biomasse erreicht werden und so die Zeitspanne zwischen den notwendig werdenden Entschlammungen vergrößert werden.
Verein und Stadt Rüsselsheim wollen sicherstellen, dass der Horlachgraben ein beliebtes Naherholungsgebiet bleibt, welches im Biotopkataster als „schutzwürdiges Biotop“ ausgewiesen ist.